# La Pasión de Mudd
"La Pasión de Mudd" es el décimo episodio de la primera temporada de la versión animada de la serie de televisión de ciencia ficción estadounidense Star Trek: La serie animada . Se emitió por primera vez durante la mañana del sábado, 10 de noviembre de 1973, en la cadena de televisión NBC. Fue escrito por Stephen Kandel que también había escrito para la serie original  "Yo, Mudd", así como el guion televisivo de la primera aparición de Mudd, "Las Mujeres de Mudd", sobre un argumento escrito por Gene Roddenberry.
En este episodio el Enterprise sube a bordo al contrabandista y estafador Harry Mudd, quien esparce un filtro de amor de acción rápida en la nave. El actor Roger C. Carmel repite en el papel de Harry Mudd, que ya interpretó en la serie de acción real; si bien no aparece en los créditos.

## Argumento
La nave estelar Enterprise recibe órdenes de la Federación para arrestar a Harry Mudd, acusado de vender falsos cristales de amor. La tripulación intercepta y detiene a Mudd en la colonia minera de Motherlode, donde es trasladado a bordo del Enterprise . Recordando su última aparición en la serie de acción real, Mudd explica que escapó del planeta en el que era prisionero de sus propias androides tras robar una nave.
Después de convencer a la enfermera Chapel de usar un cristal de amor para ganarse el afecto del oficial científico vulcaniano, el Sr. Spock, Mudd la secuestra, roba una lanzadera y escapa a un planeta rocoso. Chapel planta cara a Mudd y, durante su enfrentamiento, algunos de sus cristales de amor se rompen cerca de un respiradero. El cristal de amor afecta a Spock, haciendo que insista en perseguir a Mudd al planeta, acompañado por el Capitán Kirk .
Los cristales de amor rotos afectan a toda la tripulación de la Enterprise. Según dijo antes Mudd, los cristales de amor sólo funcionan en sentido heterosexual, induciendo sentimientos de amor en los del sexo opuesto y de amistad en los del mismo sexo. Kirk y Spock encuentran a Chapel y a Mudd, pero los cuatro son atacados por criaturas rocosas que habitan en el planeta donde han aterrizado. Además, los cristales de amor tienen una segunda fase, que hace que las personas afectadas se peleen entre sí, mientras que la tripulación del Enterprise siga demasiado intoxicada por los cristales de amor como para poder transportarlos de vuelta. Para ganar tiempo, Kirk arroja los cristales de amor restantes a las criaturas rocosas. Los cuatro son transportados de regreso al Enterprise, donde Spock resalta que la corta duración de los cristales de amor y su efecto secundario de provocar enemistad, los convierten en objetos de muy poco valor. Chapel graba una confesión de las fechorías de Mudd desde que escapara del planeta de las androides para devolverle al sistema de rehabilitación de la Federación.

## Recepción
El libro de 1998 de Altman y Gross, TrekNavigator: La guía de revisión definitiva de toda la saga Trek, elogió la interpretación de Roger Carmel y el "humor y sofisticado ingenio" del episodio, considerándolo uno de los mejores momentos de la serie animada de Star Trek . Los autores argumentan que, mientras otros episodios en la serie de animación no eran más que refritos de elementos de la serie de acción real, "La Pasión de Mudd' fue más allá de rodado en la Star Trek original, abordando nuevos temas.
Una guía de visionado compulsivo de Star Trek, publicada en 2018 en Den of Geek, recomendó este episodio, porque aparecen en él el trío de personajes de la serie original Kirk, Spock y el doctor Leonard "Bones" McCoy.